# Lorenzo Holzknecht
Lorenzo Holzknecht (Sondalo, 12 dicembre 1984 – Rhêmes-Notre-Dame, 13 aprile 2023) è stato uno scialpinista italiano.

## Biografia
Nacque a Sondalo, ma crebbe a Bormio in Valtellina. Intrattenne una relazione sentimentale con Roberta, da cui ebbe un figlio di nome Pietro, nato nel 2021. Fu ambasciatore e simbolo della storica azienda produttrice di sci Ski Trab di Bormio, specializzata nello scialpinismo.
Membro della nazionale italiana di sci alpinismo, ottenne i suoi primi successi continentali agli europei di Tambre 2009, vincendo il bronzo nella gara individuale, l'oro nella staffetta, con i connazionali Manfred Reichegger, Dennis Brunod e Damiano Lenzi, e l'argento nella gara a squadre con Guido Giacomelli. Si laureò campione iridato ai mondiali di Canillo 2010.
Il 13 aprile 2023, mentre terminava il corso per diventare guida alpina, morì travolto da una valanga nell'alta val di Rhêmes con altri due allievi. La slavina si staccò attorno alle ore 14:00 in zona Punta Goletta, a 3250 metri slm. Nel gennaio 2025, la Procura della Repubblica di Aosta ha chiesto il rinvio a giudizio per Matteo Giglio, istruttore dei tre allievi, con l'accusa di omicidio colposo plurimo.

## Palmarès
- Mondiali

Canillo 2010: oro nella staffetta; bronzo a squadre;
Claut 2011: argento a squadre;
Verbier 2015: bronzo nella vertical race;
- Europei

Tambre 2009: oro nella staffetta; argento a squadre; bronzo nell'individuale;
Pelvoux 2012: oro a squadre;